# フランク・ディックシー
フランク・ディックシー（Sir Frank Bernard Dicksee, KCVO, PRA、1853年11月27日 - 1928年10月17日）はイギリスの画家、挿絵画家である。ラファエル前派の運動はディックシーの生まれた頃には終焉に向かっていたが、ディックシーの作品の多くは、ラファエル前派のスタイルの作品である。

## 略歴
ロンドンで生まれた。父親は肖像画家のトーマス・フランシス・ディックシー（Thomas Francis Dicksee:1819-1895）で妹のマーガレット（Margaret Isabel Dicksee:1858-1903）や弟のハーバート・トーマス（Herbert Thomas Dicksee:1862-1942）も画家となった。おじのジョン・ロバート・ディックシー（John Robert Dicksee :1817-1905）も画家である。父親から美術の教育を受けた後、1871年からロイヤル・アカデミー・オブ・アーツの美術学校でエドモンド・レイトンやラファエル前派の画家、ジョン・エヴァレット・ミレーに学んだ。すぐに展覧会で賞をとり注目された。
1870年代には絵入り雑誌の「Cassell's Magazine」や「Cornhill Magazine」「The Graphic」などに挿絵を描き、1880年代には、挿絵つきのロングフェローの詩集やシェークスピアの『オセロ』や『ロメオとジュリエット』の出版物に挿絵を描いた。
ディックシーの絵画は神話や文学や聖書に題材を取った絵画や風景画がある。女性や有名人の肖像画も描いた。代表作には『バイキングの葬儀』などがある。
1881年にアカデミー・オブ・アーツの準会員に選ばれ、10年後に正会員となり1924年には会長となった。1925年にナイトに叙せられた。

## 作品

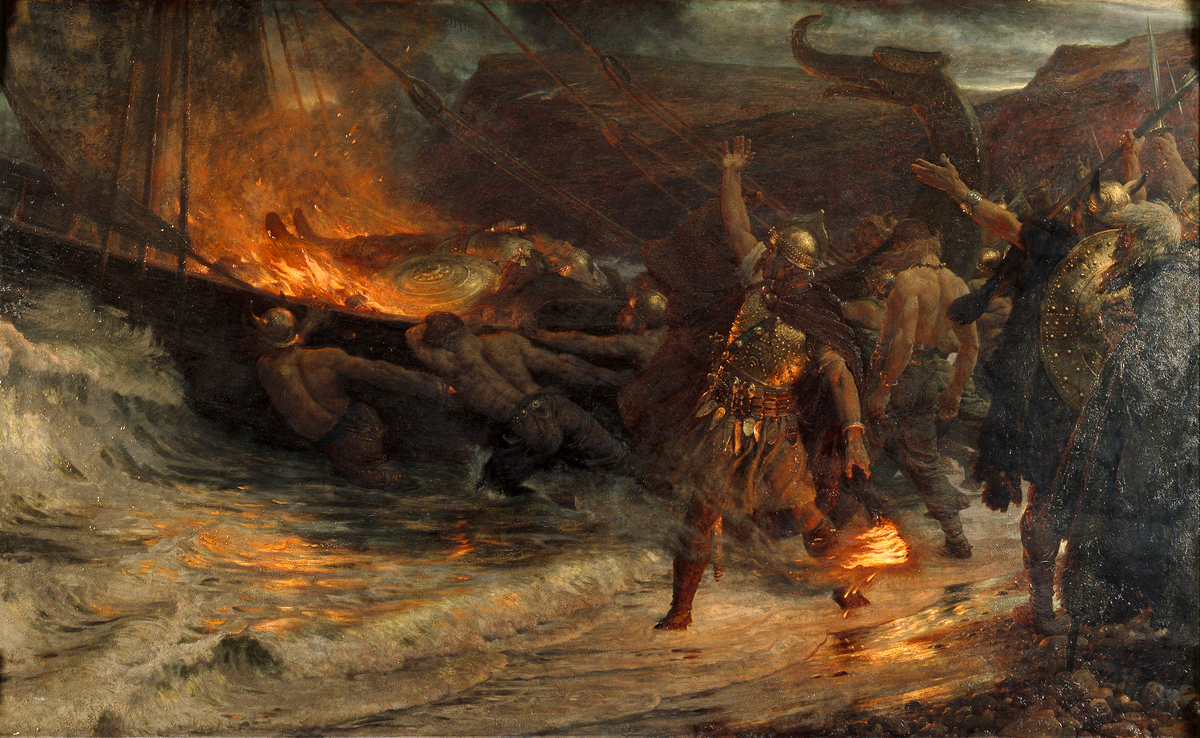
『バイキングの葬儀』(1893)
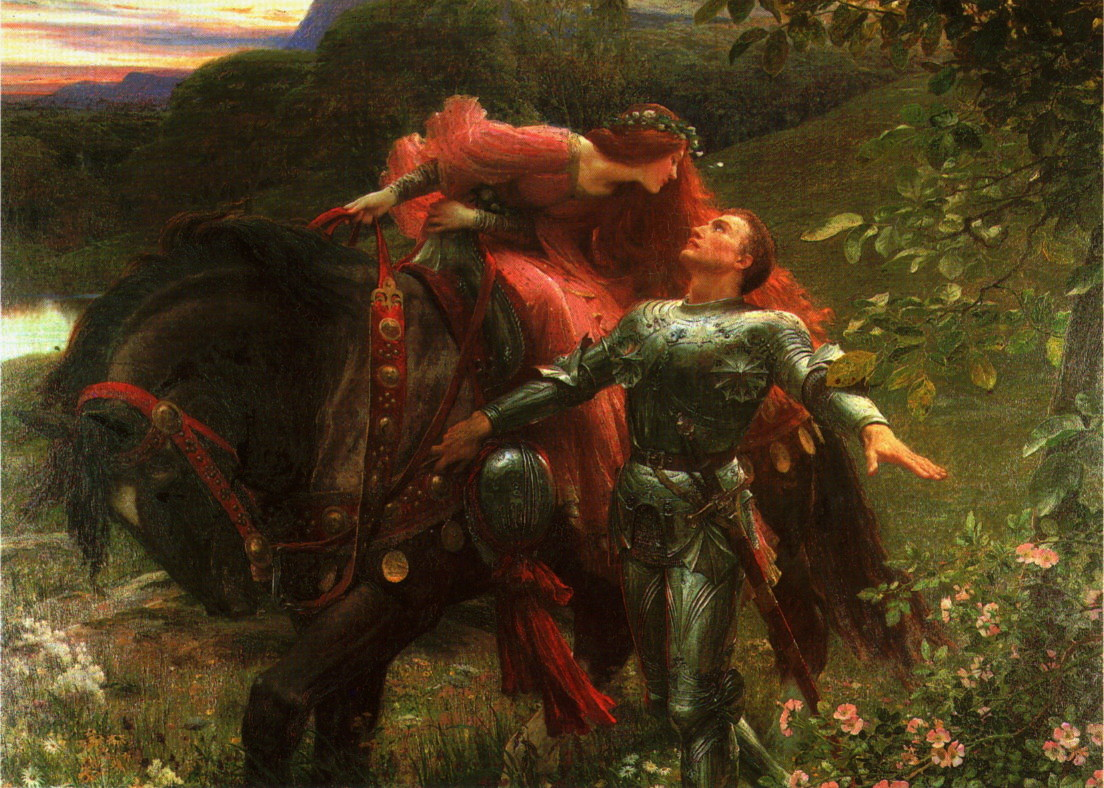
「つれなき美女」（キーツの詩から）
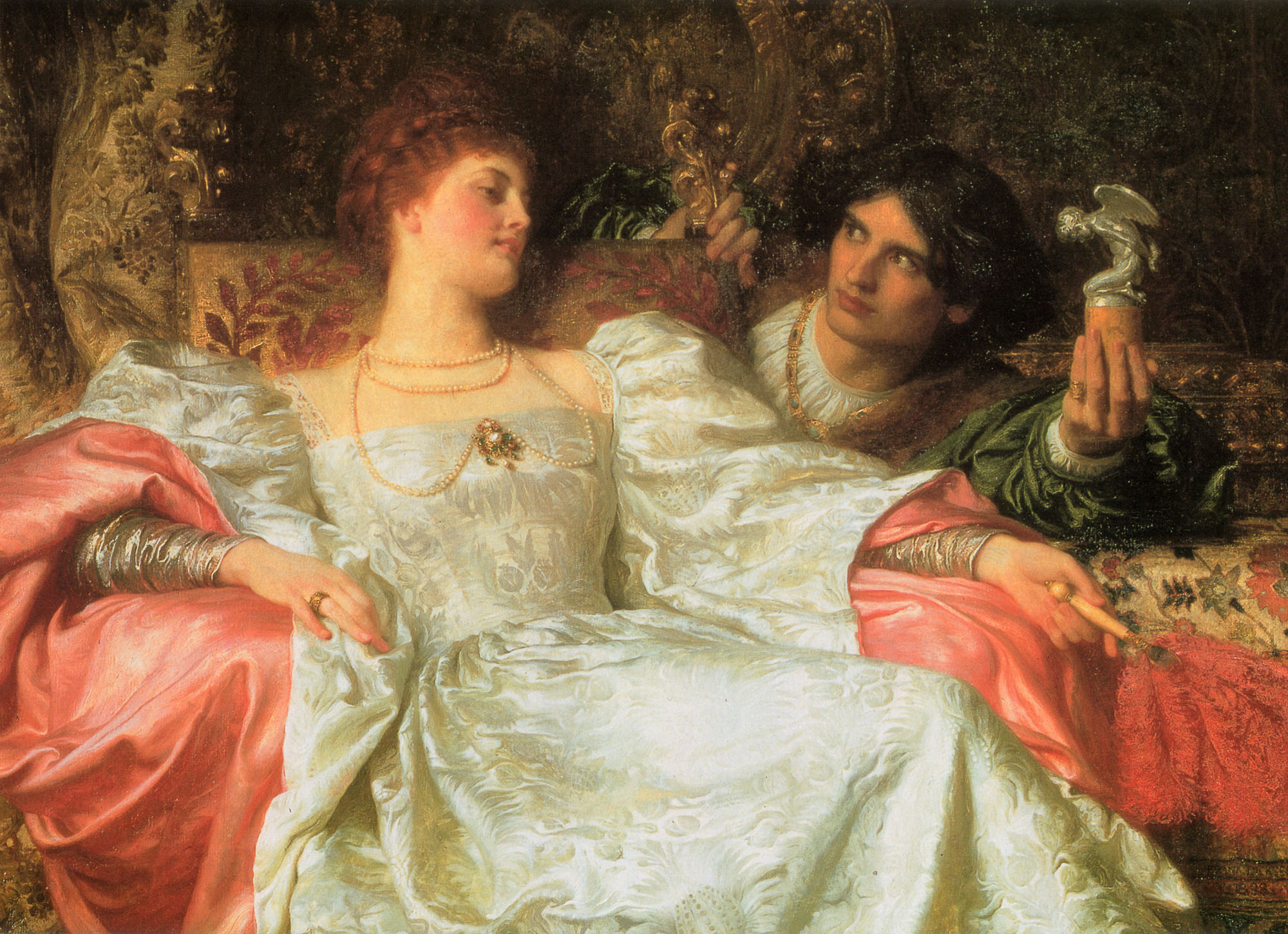
"An Offerin"、個人蔵

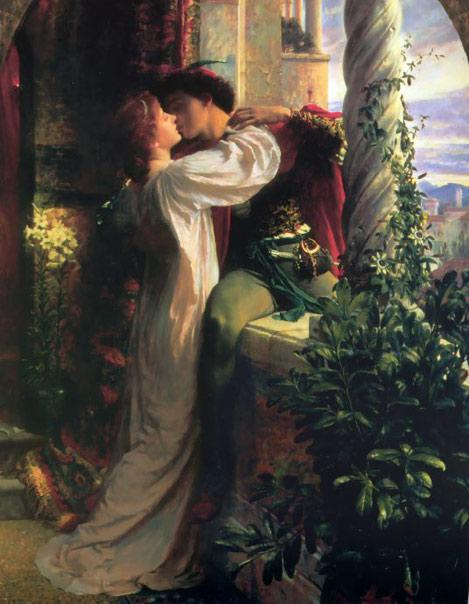
『ロメオとジュリエット』
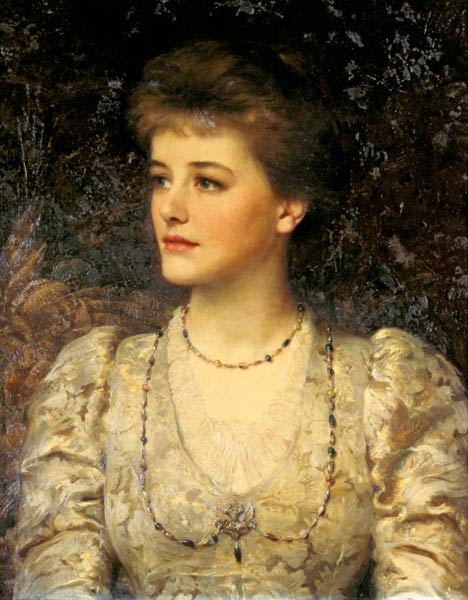
Lady Palmer
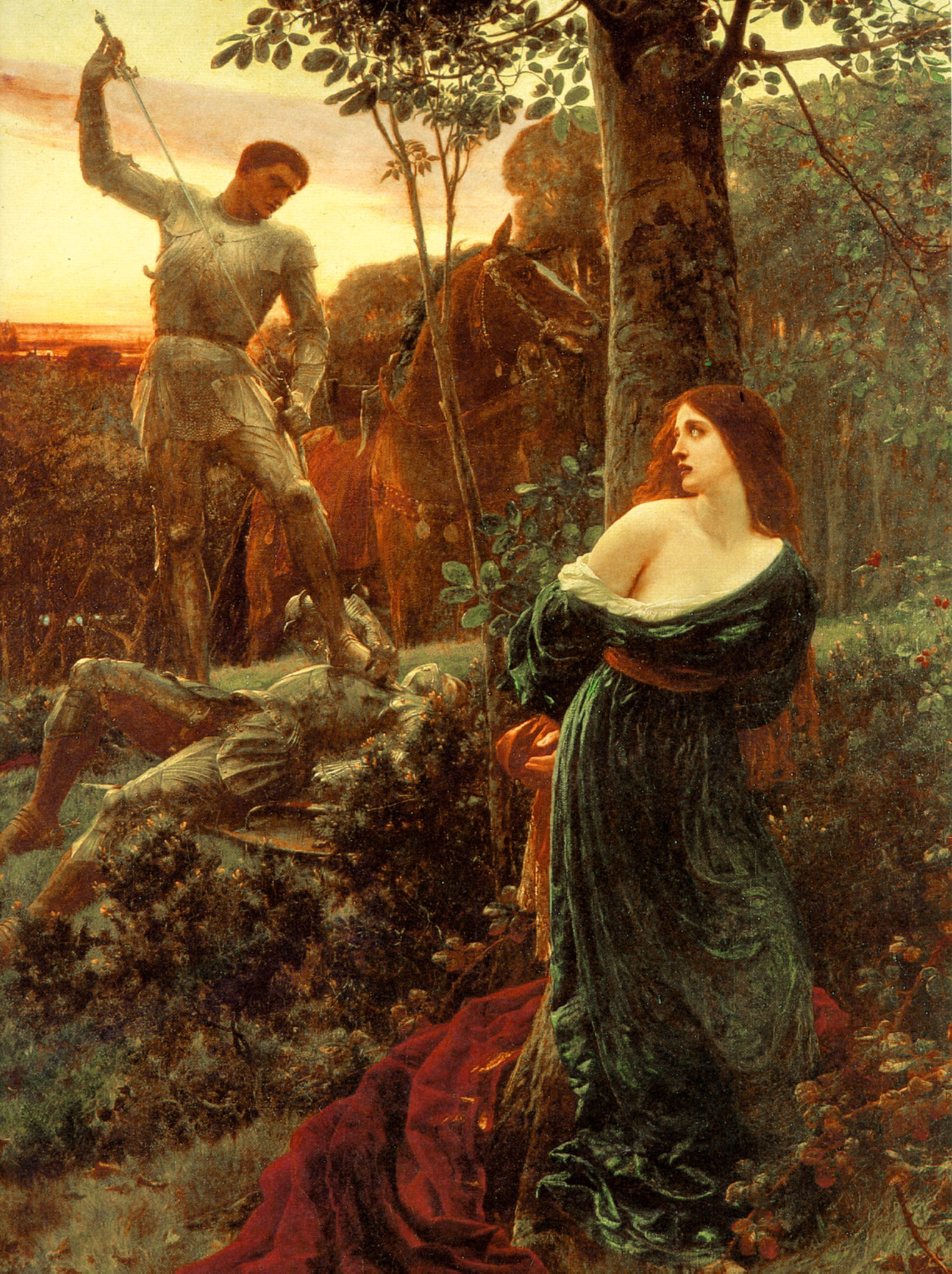
Chivalry (1885)
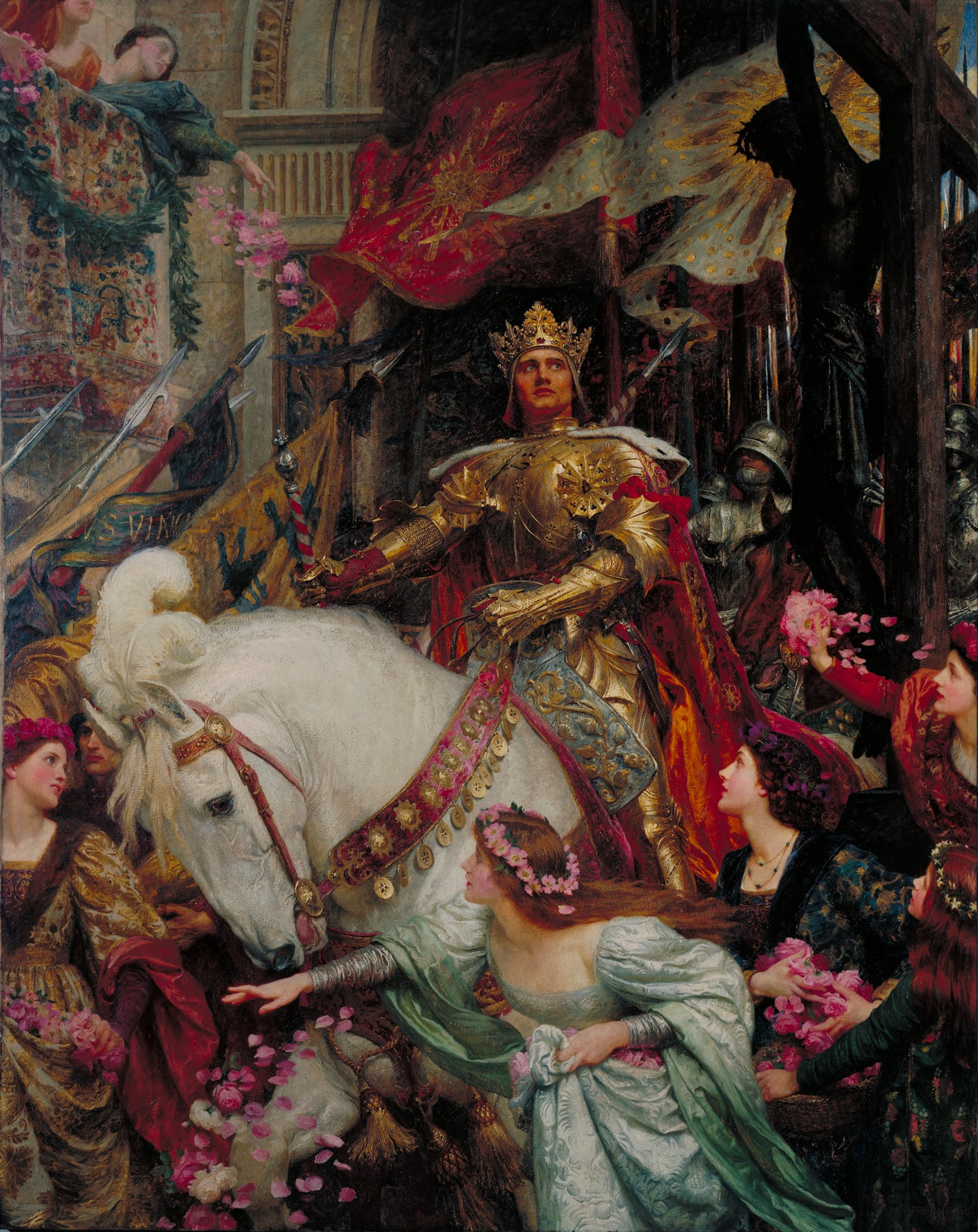
The Two Crowns